# 줘이팅
줘이팅 (중국어: 卓依婷, 병음: Zhuō Yītíng, 한자음: 탁의정, 영어: Timi Zhuo 티미 줘[*] 1981년 10월 2일 ~ )은 중화민국의 가수, 배우이다. 만다린어과 타이완어로 그녀는 800곡 이상의 노래를 녹음했다.

## 전기
줘이팅은 1981년 10월 2일 중화민국 신베이시 신좡구에서 태어났다. 그녀가 5살쯤 되었을 때 그녀의 부모는 노래, 음악 및 연기에서 쇼 비즈니스 세계에 그녀를 소개했다. 그녀는 첫 타이완어 앨범을 발표한 6살까지 많은 텔레비전 광고에 참여했다.
그녀는 아주 어린 나이부터 피아노 연주에 능숙했다. 그녀가 '작은 공주'라는 별명으로 가수로서 경력을 시작했을 때 아주 젊고 아름다운 소녀로 여겨졌다.